# Тавче гравче
Тавче гравче, понякога и гравче на тавче, е традиционно македонско ястие, което се среща в България, Гърция, Сърбия и Северна Македония. Приготвя се с боб, кромид лук, олио, сухи червени пиперки, черен и червен пипер, магданоз и сол, като се срещат и вариации. Сервира се в типични глинени съдове. На гръцки ястието се нарича φασουλοταβάς (фасулотавас).

## Приготвяне
Бобовите зърна се изчистват и се накисват в студена вода, като трябва да престоят поне 3 часа, за да омекнат (според оригиналната рецепта обаче трябва да престоят една нощ), след което се оставят да врят в тенджера. След първото кипване водата се изсипва и се заменя с нова, чиста вода. Добавя се част от лука и черен пипер. Междувременно се запържва лук заедно с червен пипер. Сухите пиперки могат да се запържат или заедно с лука, или отделно.
След около 90 минути, колкото е нужно на боба да се свари, се слагат пиперките и запържения лук и се разбърква добре. Съдържанието се поставя в глинен съд и се пече на 220 градуса. По време на печенето трябва да се внимава бобът да не стане прекалено сух.
Поднася се с различни видове месо. Тавче гравче по тетовски е известно в Северна Македония.